# Білоруська діаспора
Білоруська діаспора — це спільнота людей, які мають білоруське походження, але які проживають за межами Республіки Білорусь.
Станом на 16 травня 2007 року понад 3,5 мільйони білорусів проживають за кордоном, а в їх густонаселених районах було близько 200 громадських об’єднань. Станом на листопад 2013 року в іноземних консульствах Міністерства закордонних справ Республіки Білорусь було зареєстровано 1,5 мільйона білорусів за кордоном (43%).
Окрему групу емігрантів з Білорусі утворюють білоруські євреї, які створили значні громади в США та Ізраїлі.
Існує тенденція до зменшення кількості людей, які визнають себе білорусами згідно з офіційними переписами.
Найбільші та найбільш організовані білоруські діаспори існують в Російської Федерації, Україні, Польщі, США, Канаді, Великій Британії, Литві, Латвії, Естонії.

## Білоруси в Росії
Згідно з переписом населення 2010 року в Російській Федерації живе 521 тисяча білорусів. 

## Білоруси в Україні
Перепис населення 2001 запевняє, що в Україні проживають 276 тисяч білорусів.

## Білоруси в Польщі
Згідно з переписом населення 2011 року в Польщі налічувалась 47 тисяч білорусів.

## Білоруси у Великій Британії
Білоруські громадянські центри у Великій Британії працюють в Лондоні, Манчестері, Бредфорді.

## Білоруси в США
У США білоруси живуть переважно в штатах Нью-Йорк, Нью-Джерсі, Огайо, Мічиган, Пенсільванія, Іллінойс, Каліфорнія.